# Erich Mendelsohn
Erich Mendelsohn (Allenstein, Prússia Oriental, 21 de março de 1887 – São Francisco, Estados Unidos, 15 de setembro de 1953) foi um reconhecido arquiteto do século XX, máximo expoente da arquitetura expressionista.

## Biografia
Erich Mendelsohn nasceu em Allenstein, atual Olsztyn (Polônia). Estudou ciências econômicas na Universidade de Munique antes de se inclinar pela arquitetura em 1908. Começou os seus estudos na Universidade Técnica de Berlim, e depois regressaria a Munique para se graduar cum laude em 1912. Durante a sua etapa de estudante, aprendeu de mestres como Theodor Fisher, com influências neoclássicas e do Jugendstil, em particular de Joseph Maria Olbrich e de Van de Velde. Por outro lado, também entraria em contato com grupos de artistas expressionistas. Contudo, sempre existiu um arquiteto ao que Mendelsohn venerou especialmente, o norte-americano Frank Lloyd Wright, do que foi amigo pessoal.
Após estabelecer-se em Munique como arquiteto, em 1915 contrairia matrimônio com a violoncelista Luise Maas. Através dela conheceria a outro amador ao celo, o astrofísico Erwin Finlay-Freundlich, cujo irmão era o diretor do Kaiser Wilhelm Institut für Physikalische Chemie und Elektrochemie (atualmente o Instituto Fritz Haber do Instituto Max Planck). Graças a eles, Mendelsohn teve a oportunidade de desenhar e construir a sua obra fundamental, a Einsteinturm ou Torre Einstein.

### Sucesso profissional
Após a Primeira Guerra Mundial estabeleceu-se em Berlim. Logo adquiriu reputação, sendo a sua obra seria publicada em 1924 em Wasmuths Monatshefte für Baukunst. Esse mesmo ano fundaria o grupo Der Ring, com Mies van der Rohe e Walter Gropius.
O seu negócio floresceu depressa até empregar mais de 40 pessoas, entre elas Julius Posener. Em 1928 iniciou o projeto da sua casa em Rupenhorn, uma luxuosa vila para a sua família, de mais de 4000 m² e enfeitada com obras de Amédée Ozenfant entre outros.

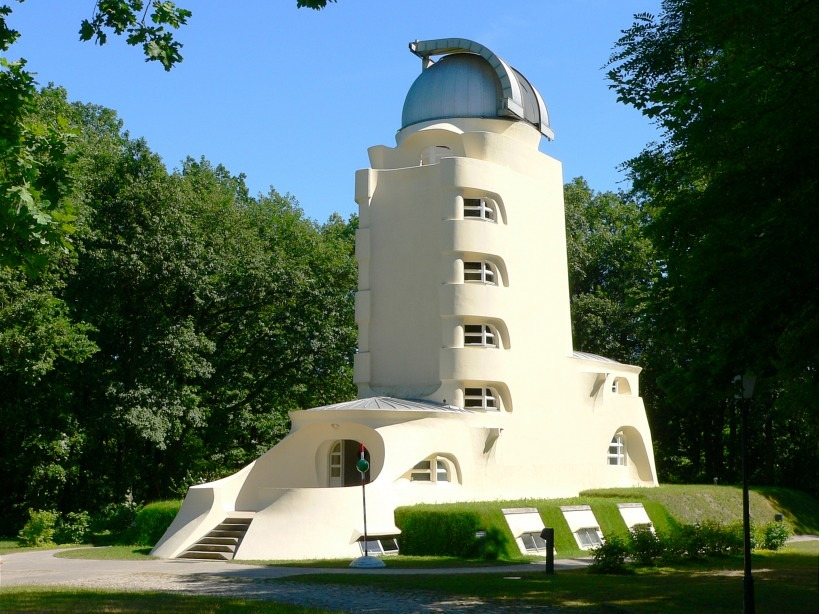
Torre Einstein na cidade alemã de Potsdam.

#### A Torre Einstein
A Einsteinturm ou Torre Einstein, considerada como uma das obras mestras do expressionismo arquitetônico, foi terminada em 1921 e inaugurada em 1924 e valeu a Mendelsohn o ser considerado o único "revolucionário nato" da sua geração. Não somente é uma obra de estética impactante, no mesmo estilo expressionista que caracteriza os numerosos edifícios imaginários desenhados por Mendelsohn nos anos anteriores à realização deste projeto , ainda é um observatório astrofísico capaz de cumprir atualmente as funções que lhe são próprias.
A Torre Einstein foi também a resposta ao interrogante sobre o talento prático e construtivo deste arquiteto. A obra foi financiada pelo Estado prussiano e contribuições privadas e, embora Mendelsohn tivesse de aceitar uma série de condições impostas pelo destino prático do edifício — telescópio e laboratório —, desfrutou de suficiente liberdade para desenhar os pormenores.
Como se indica mais embaixo, a Einsteinturm foi concebida para ser edificada em concreto, material que permitia, segundo Mendelsohn, explorar toda a dimensão escultórico-artística da arte arquitetônica.
O edifício causou um considerável impacto na sua época, dedicaram-lhe tudo gênero de comentários e, como recorda Wolfgang Pehnt — em "A Arquitetura Expressionista" —, alguém pensou, ao ver a estrutura escultórica e monolítica do edifício — de uma peça, que sugere um jogo de palavras com o nome de Einstein, "ein Stein", que significa "uma pedra" —, que este era uma homenagem ao seu futuro usuário, o famoso físico alemão. Bruno Zevi também vê no observatório uma homenagem à Teoria da Relatividade e à expressão de "uma quarta dimensão": "Aqui o fator tempo é intrínseco à formação do objeto, que brota ... e se apodera do espaço". Einstein mesmo, segundo se conta, não permaneceu insensível frente da construção que leva o seu nome e exclamou "orgânico!" ao vê-la pela primeira vez.
A Torre Einstein levou a admiradores com dinheiro e novas encomendas. Wolfgang Pehnt assinala que Mendelsohn era o único arquiteto afortunado daquela época, pois poucos tiveram a oportunidade de ver realizado um projeto tão pessoal.

### O exílio
A ascensão das tendências anti-semitas na Alemanha provocou que, ao ser de família judaica, emigrasse para a Inglaterra na Primavera de 1933. A sua considerável fortuna foi confiscada pelos nazistas, sendo expulso da União de Arquitetos da Alemanha e da Academia das Artes da Prússia.
Na Inglaterra começou a sua colaboração profissional com Serge Chermayeff, que continuaria até 1936. Graças à sua amizade com Jaim Weizmann, que posteriormente seria Presidente de Israel, começou vários projetos na Palestina em 1934. Em 1935 abriria um escritório em Jerusalém. Em 1938, uma vez dissolvido o seu escritório de Londres, adquiriu a nacionalidade britânica e mudou o seu nome para Eric. Em 1941 deslocou-se para os Estados Unidos, onde viveria o resto dos seus dias. Durante a Segunda Guerra Mundial, dada a sua qualidade de imigrante, o seu trabalho ficou limitado a conferências e publicações, assim como assessor ocasional de governo. Uma vez acabada a guerra estabeleceu-se em São Francisco, onde realizou vários projetos até à sua morte.

## Obras
Obras na Alemanha:

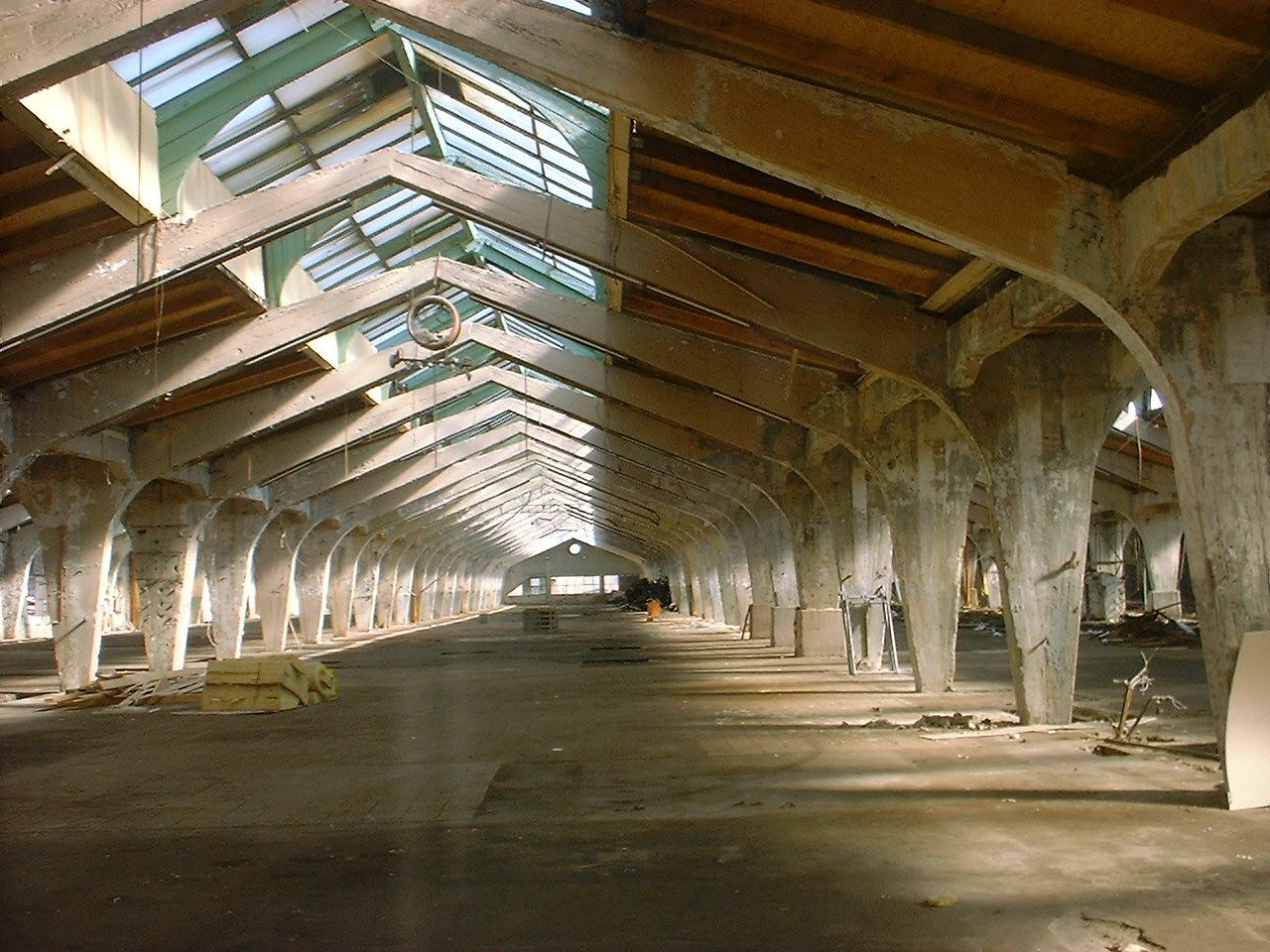
Interior da fábrica de chapéus em Luckenwalde.

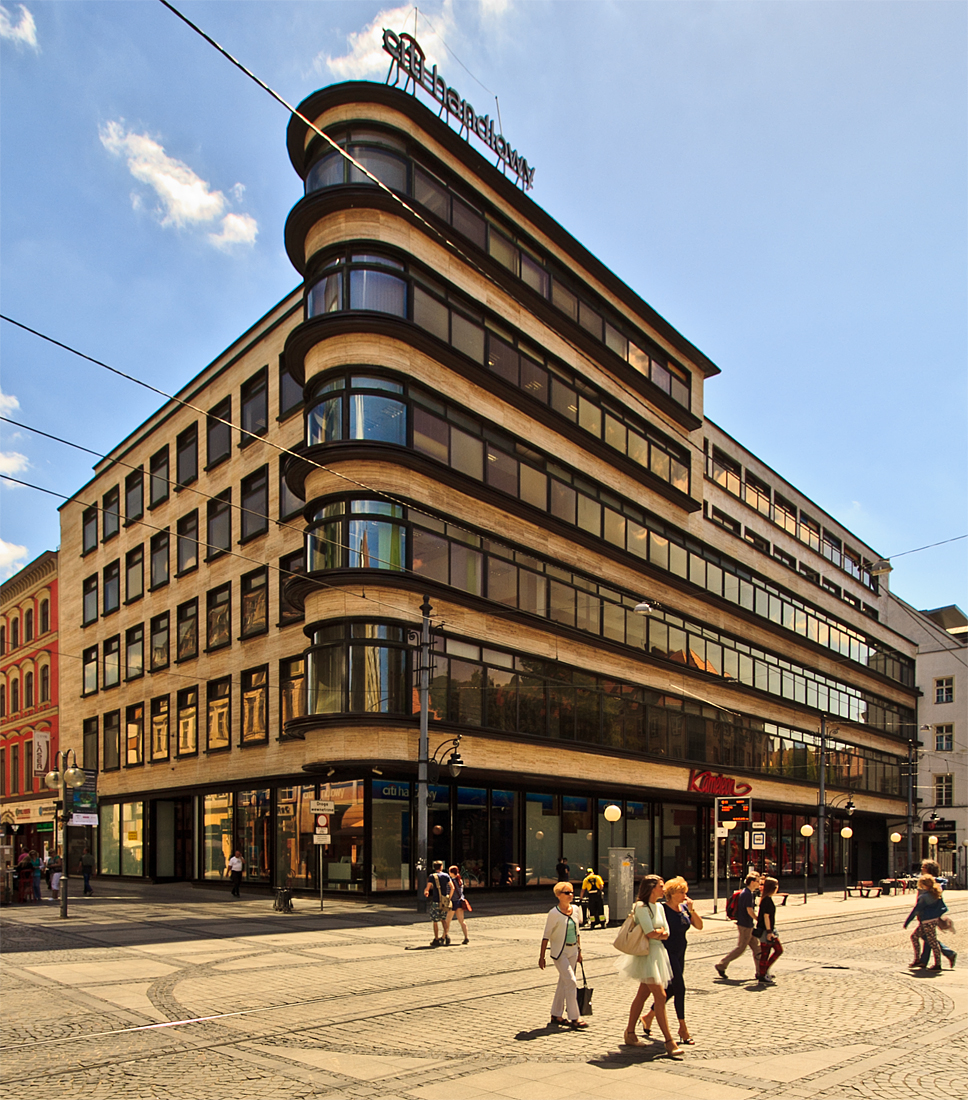
Centro comercial Petersdorff em Breslau.

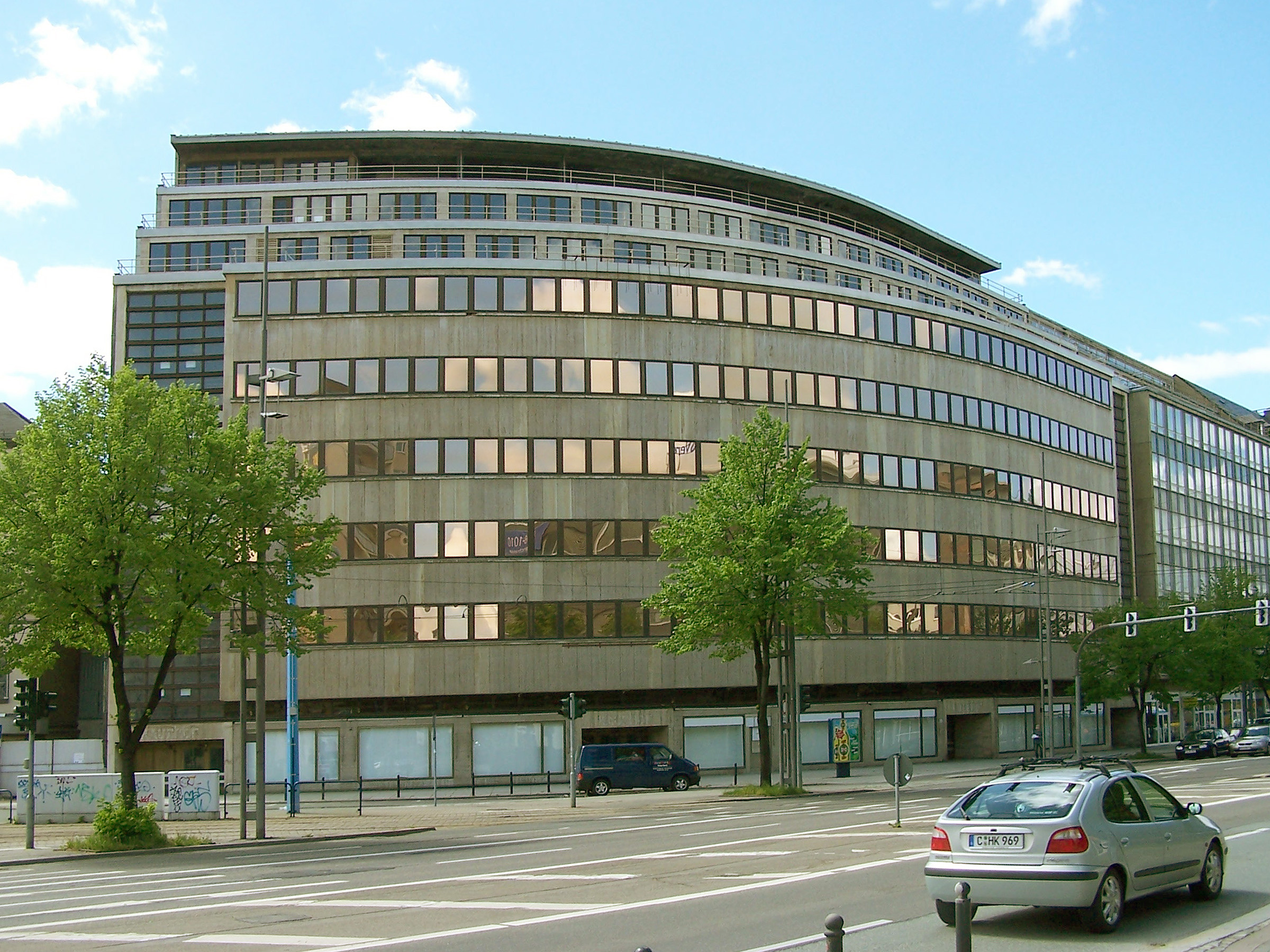
Centro comercial Schocken em Chemnitz.

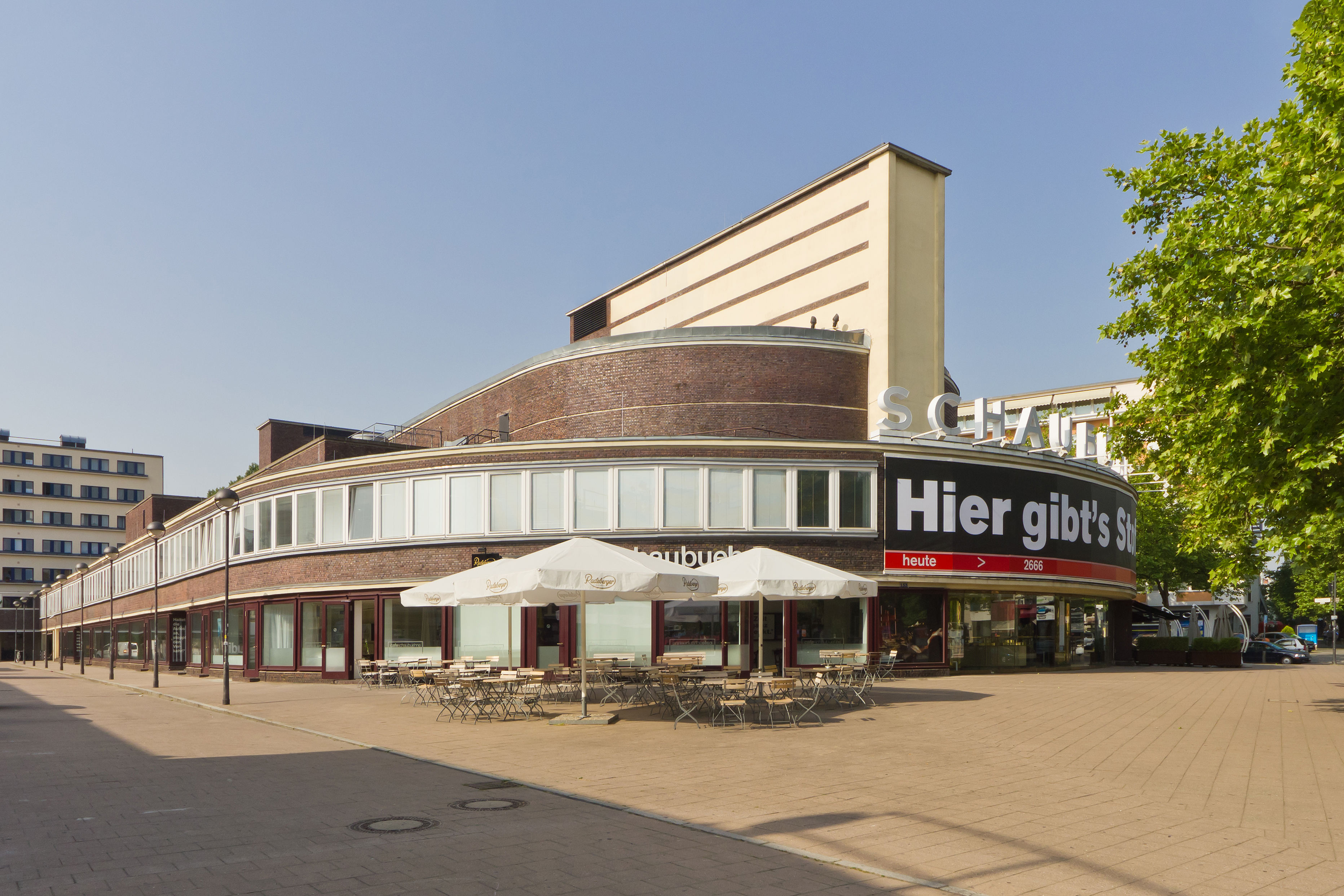
Complexo Woga com teatro Schaubühne, (1927-1931) Berlim.

- Colônia de trabalhadores para A União de Construtores em Luckenwalde (1919–1920)
- Pavilhão de jardim para a família Herrmann, Luckenwalde (1920)
- Talher da fábrica de chapéus Herrmann, Luckenwalde (1919–1920)
- Reforma do edifício de administração da companhia de seguros Hausleben, Berlim (1920)
- Torre Einstein (Observatório em Telegraphenberg) em Potsdam, 1917–1921. O edifício, com a sua forma expressiva que aparenta estar feito de concreto, na realidade foi construído com tijolo e coberta com argamassa. Mendelsohn afirmou que se deveu a problemas de fornecimento, se bem que se acredita que a dificuldade da cofragem foi o que motivou a escolha do material.
- Vila dupla em Karolingerplatz, Berlim (1921–1922)
- Fábrica de chapéus Steinberg, Herrmann & Co, Luckenwalde (1921–1923)
- Reforma e ampliação da editorial Rudolf Mosse, Berlim (1921–1923)
- Fábrica de seda Weichmann, Gleiwitz, Silésia (1922)
- Vila do Dr. Sternefeld, Berlim, (1923–1924)
- Fábrica de peles de C. A. Herpich e filhos, Berlim (1924–1929)
- Centro comercial Schocken, Nuremberg (1925–1926)
- Vila do Dr. Bejach, Berlin-Steinstücken (1926–1927)
- Centro comercial Schocken, Stuttgart (1926–1928) (demolido em 1960).
- Pavilhão de exibição da editorial Rudolf Mosse na Pressa de Colônia (1928)
- Loja Rudolf Petersdorff, Breslau (1927–1928)
- Woga-Komplex e cine Universum, Berlim (1925–1931)
- Jüdischer Friedhof (cemitério judeu), Kaliningrado, Prússia ocidental (1927–1929)
- Centro comercial Schocken, Chemnitz 1927–1930, conhecido pela sua frente arqueada com faixas horizontais de janelas.
- A sua própria casa, Am Rupenhorn, Berlim (1928–1930)
- Sede do sindicato de trabalhadores do metal, Berlim—Kreuzberg (1928–1930)
- Casa Columbus, Potsdamer Platz, Berlim (1928–1932), originalmente uma loja para as Galerias Lafayette.
- Centro juvenil judeu, Essen (1930–1933)

- Dobloug Garden store, Oslo, Noruega (1932). Construída por Rudolf Emil Jacobsen segundo os planos de Mendelsohn

Obras na Inglaterra, em colaboração com Serge Chermayeff.
- Pavilhão De A Warr, Bexill-on-Sea, Sussex, (1934).
- Casa Nimmo, Chalfont St. Giles, Buckinghamshire, (1933–1935).
- Casa Cohen, Chelsea, Londres (1934–1936).
- Firma Gilbey, Camden Town, Londres (1935–1936).

Obras em Israel:
- Vila Weizmann, no campus do Instituto Científico Weizmann, Rejovot perto de Tel Aviv (1935–1936). Também projetou para eles um grupo de três edifícios, que atualmente albergam alta-resolução (NMR), biologia (MRI), e o centro Kimmel para a arqueologia, respectivamente.
- Vila e biblioteca Salman Schocken, Jerusalém (1934–1936)
- Universidade Hebraica de Jerusalém, (1934–1940)
- Hospital universitário Hadassah, Jerusalém (1934–1939)
- Sede do Banco Anglo-Palestino, Jerusalém (1936–1939)
- Hospital Guvernamental, Haifa (1937–1938)

Obras nos Estados Unidos:
- Sinagoga B'Nai Amoona, atual Center of Creative Arts , University City, Missouri (1946–1950)
- Hospital Maimonides, São Francisco (1946–1950)
- Sinagoga do parque, Cleveland, Ohio (1946–1953)
- Casa Russell, São Francisco (1947–1951)
- Sinagoga Emanu-El, Grand Rapids, Michigan, (1948–1954)
- Sinagoga Mount Zion, St. Paul, Minnesota (1950–1954)
- Sede da Varian Associates, Stanford Industrial Park, Palo Alto, Califórnia

## Obra escrita
- Medelsohn, Erich (1926). Amerika. Bilderbuch eines Architekten. [S.l.]: Berlim: Nachdruck Da Capo Press. ISBN 0-306-70830-2 (em alemão)
- Medelsohn, Erich (1929). Rußland - Europa - Amerika. Ein architektonischer Querschnitt. [S.l.]: Berlim (em alemão)
- Medelsohn, Erich (1932). Neues Haus - Neue Welt. Mit Beiträgen von Amédée Ozenfant und Edwin Redslob. [S.l.]: Berlim (em alemão)